# 长涂镇
长涂镇是中华人民共和国浙江省舟山市岱山县下辖的一个镇。主岛包括小长涂山、大长涂山及周围小岛。镇政府驻地倭井潭位于小长涂山岛上。大小长涂山岛之间的长涂港是著名的军港。镇北有古庵传灯庵，住持负责掌管西鹤嘴灯塔。

## 行政区划
长涂镇下辖以下村级行政区划单位：
东剑村、倭井潭村、中段村、长西一村、长西二村和港南村。